# 冠海马
冠海马（学名：Hippocampus coronatus）为輻鰭魚綱棘背魚目海龙鱼科海马属的鱼类。原产日本，也可在中国黄海、渤海等海域出现，體長可達10.8公分，棲息在海藻床，屬肉食性，卵胎生，被捕捉當中藥使用。该物种的模式产地在日本。